# Alice Voinescu
Alice Voinescu właśc. Alice Steriadi (ur. 10 lutego 1885 w Turnu Severin, zm. 4 stycznia 1961 w Bukareszcie) – rumuńska pisarka, tłumaczka, filozof i pamiętnikarka.

## Życiorys
Była córką prawnika Sterie Steriadiego i Massincy (z d. Poenaru). Uczyła się w liceum w rodzinnym mieście, a następnie podjęła studia na Wydziale Filozoficzno-Literackim, Uniwersytecie w Bukareszcie. Studia ukończyła w 1908 i wyjechała do Lipska, gdzie kształciła się pod kierunkiem Theodora Lippsa i Johannesa Volkelta. W 1910 przyjechała do Paryża i podjęła studia na Sorbonie. W 1913 jako pierwsza Rumunka obroniła pracę doktorską z filozofii pt. L'Interprétation de la doctrine de Kant par l'École de Marburg: Étude sur l'idéalisme critique, napisaną pod kierunkiem Luciena Lévy-Bruhla. Mimo propozycji prowadzenia wykładów w Paryżu, Steriadi zdecydowała się w 1915 na powrót do Rumunii, gdzie poślubiła prawnika Steliana Voinescu. 
W 1919 wstąpiła do Chrześcijańskiego Stowarzyszenia Kobiet (Asociația Creștină a Femeilor), założonego przez królową Marię, w którym zajmowała się działalnością filantropijną na rzecz kobiet. Od 1922 prowadziła wykłady z zakresu estetyki i historii teatru w Konserwatorium Królewskim w Bukareszcie. Od 1924 zaangażowała się we współpracę z radiem, prowadząc audycje edukacyjne. Od roku 1928 regularnie podróżowała do Francji, prowadząc dziennik, zawierający relacje ze spotkań z znanymi postaciami ze świata kultury i nauki. Od roku 1932 skoncentrowała się na problemie edukacji kobiet rumuńskich. Przygotowała serię audycji radiowych poświęconych sytuacji kobiet, zachęcając je do troski o swój rozwój intelektualny.
Była współautorką Historii współczesnej filozofii (Istoria filosofiei moderne), wydanej w roku 1936, a także autorką szeregu prac z zakresu filozofii i teorii teatru. Oprócz wykładów w Konserwatorium prowadziła także zajęcia ze studentami Instytutu Francuskiego w Bukareszcie.
Po przejęciu władzy przez komunistów, Voinescu została wysłana na wcześniejszą emeryturę i poświęciła się pisaniu fikcyjnych Listów do mojego syna i córki (Scrisori către fiul și fiica mea), mimo iż nigdy nie miała dzieci. W 1951 została oskarżona o poparcie dla króla Michała I, po jego wymuszonej abdykacji i aresztowana. Przebywała w obozie pracy Ghencea, a następnie w więzieniu w Jilavie. Po 19 miesiącach opuściła więzienie, ale pozostawała w areszcie domowym we wsi Costești w północnej części kraju. W tym czasie pozostawała w izolacji i nie miała możliwości kontaktu z rodziną i przyjaciółmi. W styczniu 1954 powróciła do domu w Bukareszcie, gdzie tłumaczyła dzieła Heinricha von Kleista i Thomasa Manna, wykonywała także tłumaczenia na prywatne zlecenia. 
Zmarła 4 czerwca 1961, pochowana na cmentarzu Bellu w Bukareszcie. Imię Alice Voinescu nosi gimnazjum w Turnu Severin.

## Twórczość
- 1936: Montaigne, omul și opera (Montaigne, życie i twórczość)
- 1941: Aspecte din teatrul contemporan (Wybrane zagadnienia współczesnego teatru)
- 1946: Eschil (Ajschylos)
- 1961: Dialoguri cu eroii tragici
- 1994: Scrisori către fiul și fiica mea
- 2001: Scrisori din Costești (Listy z Costești)